# Linia kolejowa nr 335
Linia kolejowa nr 335 – linia kolejowa łącząca stację Henryków ze stacją Ciepłowody. Ruch kolejowy odbywał się na tej linii aż do 1992 roku, przy czym ruch pasażerski do 1987 roku.